# Lymfödem
Lymfödem är en sorts ödem, när det lymfatiska systemet inte klarar av att dränera vävnaderna på interstitialvätska lika snabbt som den ansamlas varvid vätskan samlas i omgivande vävnad och svullnad uppstår. Stillastående lymfa bildar efter hand en massiv vävnad (fibros). Lymfödem ska skiljas från när lymfkörtlarna är svullna (lymfkörtelförstoring).
Långvarigt lymfödem kan ibland leda till cancer, så kallat lymfangiosarkom, vilket är mycket ovanligt men som när det bryter ut är en mycket aggressiv form av angiosarkom.

## Olika typer av lymfödem
Lymfödem är ett samlingsbegrepp på olika diagnoser. Diagnosen lymfödem kan delas in i två huvudgrupper: primära och sekundära. 

### Primära hereditära (ärftliga) lymfödem
Hereditära lymfödem orsakas av en medfödd svaghet eller underutveckling av lymfsystemet. Transportkapaciteten är nedsatt. Lymfkärlen kan vara missbildade, dåligt definierade eller så kan felet finnas i lymfklaffarna. Eftersom det finns så många olika typer av försvagningar i lymfsystemet kan symptomen se mycket olika ut hos olika personer. Varje person med en ärftlig lymfsjukdom har olika svårigheter.
Symptomen kan debutera allt ifrån födseln upp till medelåldern trots att patienten har haft underutvecklade lymfbanor sedan födseln. Svullnaden debuterar dock vanligen smygande i tonåren och är oftast lokaliserat till nedre delen av kroppen. Kvinnor är överrepresenterade. 
Utlösande faktorer kan till exempel vara insektsbett, stukningar, frakturer, infektioner och graviditet. Debuterar ödemet senare i livet bör en noggrann utredning göras för att utesluta behandlingsbar sjukdom. Primära lymfödem är idag underdiagnostiserade.
Tre benämningar av primära lymfsjukdomar:
- Primärt hereditärt lymfödem typ 1, Lymphoedema congenital, Milroys sjukdom/syndrom debuterar vid födseln
- Primärt hereditärt lymfödem typ 2, Lymphoedema praecox, debuterar vanligtvis i puberteten eller i förpuberteten
- Lymphoedema tarda, debuterar senare ofta i 35-årsåldern.

### Sekundärt lymfödem
Innebär att personer födda med friska lymfsystem som t.ex. efter operation fått skadade lymfkärl.
Den vanligaste orsaken till sekundärt lymfödem i utvecklingsländer är elefantiasis. I USA är cancerbehandling den vanligaste orsaken till sekundärt lymfödem.